# Shelly Sterk
Shelly Sterk (Den Haag, 30 april 1991) is een Nederlands televisiepresentatrice en verslaggeefster.

## Biografie
Sterk groeide op in Den Haag en ging naar de middelbare school Christelijk Lyceum Delft. Na haar studie aan de School voor Journalistiek in Utrecht kwam zij terecht op de filmacademie in New York. Nadat ze deze had afgerond, begon Sterk als verslaggeefster voor BNN University. Hier werkte ze totdat ze de overstap maakte naar PowNed. Een maand na haar toetreding bij PowNed diende ze haar ontslag alweer in. Na PowNed heeft ze gewerkt bij GeenStijl, Veronica en KRO-NCRV. Uiteindelijk kwam Sterk als verslaggeefster uit bij RTL Boulevard, waar ze in 2016 aan de slag kon.
Naast verslaggeefster bij RTL Boulevard ging Sterk als presentatrice aan de slag bij het RTL 5-programma Galileo. De overkoepelende presentatie werd gevormd door Sterk en Luuk Ikink. Ook voerde ze samen met Manuel Venderbos regelmatig "proefjes" uit voor het programma.
In seizoen drie van Roadtrippers, dat startte in Hongkong, vertegenwoordigde Sterk "Team Girls" samen met Gwen van Poorten en Tess Milne. Er werd uiteindelijk verloren van "Team StukTV", dat in de stad Turku in Finland eindigde. "Team Girls" eindigde uiteindelijk in de stad Abu Dhabi in de Verenigde Arabische Emiraten en maakte dus minder kilometers.
In 2017 was Sterk in verschillende RTL-programma's te zien zoals Alles mag op zondag, De Grote Improvisatieshow en De Jongens tegen de Meisjes. Tevens was Sterk in 2017 een van de deelnemers van het achttiende seizoen van het RTL 5-programma Expeditie Robinson, ze viel als zestiende af en eindigde op de 4e plaats. Sterk nam het in dit jaar ook op tegen de jongens van StukTV in Het Jachtseizoen.
In 2018 stapte ze over van RTL naar SBS6. Daar presenteerde ze sinds begin februari Shownieuws en werd ze een van de presentatoren van het programma Marktplaats: Heel Holland Handelt. Op 18 december 2019 werd bekend dat Sterk niet terugkeert bij Shownieuws na haar zwangerschapsverlof, omdat SBS haar contract niet verlengde.
De lezers van FHM verkozen haar in mei 2018 als mooiste vrouw van Nederland.

## Privé
Sterk is sinds 2018 getrouwd met Mark Ebing en ze hebben twee zoons.

## Televisie
| Televisie als presentatrice | Televisie als presentatrice       | Televisie als presentatrice | Televisie als presentatrice                    |
| Jaar                        | Productie                         | Omroep/Zender               | Opmerkingen                                    |
| --------------------------- | --------------------------------- | --------------------------- | ---------------------------------------------- |
| 2016 - 2018                 | RTL Boulevard                     | RTL 4                       | Reporter                                       |
| 2016 - 2017                 | Galileo                           | RTL 4                       | Samen met Luuk Ikink, zat ook in het testpanel |
| 2016                        | Roadtrippers                      | RTL 5                       | Team Girls - Verliezende team                  |
| 2018 - 2019                 | Shownieuws                        | SBS6                        | Co-presentatrice                               |
| 2018                        | Marktplaats: Heel Holland Handelt | SBS6                        | Co-presentatrice                               |
| 2021                        | Zeikwijven                        | KRO-NCRV                    | Co-presentatrice met Quinty Misiedjan          |
| 2021                        | De Faker                          | AVROTROS                    |                                                |
| 2025-heden                  | Ziggo Sport Race Café             | Ziggo Sport                 |                                                |
| Televisie als deelneemster  |                                   |                             |                                                |
| Jaar                        | Productie                         | Omroep/Zender               | Opmerkingen                                    |
| 2017                        | Alles mag op zondag               | RTL 4                       | Team Gordon samen met Manuel Venderbos         |
| 2017                        | De Jongens tegen de Meisjes       | RTL 4                       | Team Chantal - Winnende team                   |
| 2017                        | De Grote Improvisatieshow         | RTL 4                       | Speciale gast                                  |
| 2017                        | Expeditie Robinson                | RTL 4                       | Deelneemster aan het achttiende seizoen        |
| 2018                        | Weet Ik Veel                      | RTL 4                       | Geëindigd als tweede                           |
| 2020                        | Britt's Beestenbende              | AVROTROS                    | Team Défano                                    |
| 2021                        | Kiespijn                          | NTR                         | Team Rechts                                    |
| 2021                        | De Verraders                      | RTL 4                       | Deelneemster aan het tweede seizoen            |
| 2022                        | Voor het blok                     | AVROTROS                    | Samen met Klaas van Kruistum                   |
| 2022                        | Waku Waku                         | KRO-NCRV                    |                                                |
| 2023                        | The Interior Project VIPS         | RTL 4                       | Geëindigd als derde                            |

## Trivia
- In oktober 2022 speelde Sterk een gastrol in de Videoland-film De Kleine Grote Sinterklaasfilm.